# 矢島たすく
矢島 たすく（やじま たすく）は、8月2日生まれの女性漫画家。血液型はB型で、出身地は佐賀県。アニメディア投稿時代の旧ペンネームは「すく竜」。代表作に「月刊コミックPocke」連載の『TWIN・地球（アース）』がある。

## 略歴
『魔神英雄伝ワタル』のアニパロでデビュー。アニメディア1991年7月臨時増刊AD・Partyに掲載される。